# Marcella De Francesco
Marcella De Francesco (Roma, 19 giugno 1920 – Roma, 18 novembre 2002) è stata una partigiana e giornalista italiana.

## Biografia
Iscritta al Partito Comunista Italiano dal 1942, partecipò alla Resistenza a Roma nelle file dei Gruppi di Azione Patriottica. Nel dopoguerra fu segretaria di Palmiro Togliatti, poi redattore capo di "Rinascita". Con il marito Maurizio Ferrara (da cui ebbe i figli Giorgio e Giuliano) ha pubblicato Conversando con Togliatti (Roma, Edizioni di cultura sociale, 1953) e Cronache di vita italiana: 1944-1958 (Roma, Editori Riuniti, 1960) tradotti in diverse lingue. Con la sua sola firma (Marcella Ferrara) ha pubblicato l'inchiesta su Le donne di Seveso (Roma, Editori Riuniti, 1977).